# Halz Maul und spiel
Halz Maul und spiel war eine deutsche Rockband, die 2001 von vier Schülern gegründet wurde. Die Band löste sich 2009 auf.

## Geschichte
Ursprung der Band war ein Schulprojekt am Gymnasium An der Stenner in der westfälischen Stadt Iserlohn. Aus einer Musik-Arbeitsgemeinschaft, die von Musiklehrer Peter Schauß ins Leben gerufen wurde, gründete sich die Band. Nach einigen regionalen Auftritten entstand im Herbst 2004 unter dem Titel Greif mich die erste selbst produzierte CD, die fünf selbst geschriebene Songs enthielt.
Im Januar 2005 belegten Halz Maul und spiel beim nordrhein-westfälischen Landeswettbewerb Rock it den zweiten Platz. Im gleichen Jahr folgten erste Fernsehauftritte im Programm des Kindersenders KI.KA. Die Zuschauer des Senders kürten am 3. November 2005 die Gruppe in einer Telefonabstimmung mit 44 % zur besten Schülerband Deutschlands vor der Leipziger Band Sommerwind und der Berliner Band Rock4. Auf diesen Erfolg hin wurden sie von der deutschen Botschaft in Brasilia, dem Generalkonsulat in São Paulo, dem Goethe-Institut Brasilia und zwei brasilianischen deutschen Schulen eingeladen, als „Botschafter der jungen deutschen Musikszene“ an vier Konzerten in Brasilien teilzunehmen.
2007 unterschrieben die vier Schüler einen Vertrag bei der Plattenfirma Universal Music und begannen mit der Produktion eines Albums. Die erste daraus ausgekoppelte Single Immer (der Teufel scheißt) erreichte im Oktober 2007 die deutschen Charts.
Am 22. März 2008 waren sie in einer Folge der Kinder- und Jugendserie Schloss Einstein als Gast zu sehen an der Seite von der KI.KA-Live-„Beste Schauspielerin gesucht“-Gewinnerin Neele Seeberg.
Das letzte Konzert fand am 11. Dezember 2009 statt.

## Mitglieder
- FC Baum (* 27. Januar 1988 in Iserlohn): Gesang, Schlagzeug
- Holly…na und? (* 4. November 1989 in Kamen): E-Bass, Gesang
- Yannick Ostad (* 15. Juli 1990 in Iserlohn): Gitarre, Gesang
- Tommy Janota (* 18. November 1989 in Iserlohn): Gitarre

## Diskografie

### Alben
- 2009: Achtung Musik! (als MP3-Download)

### EPs
- 2004: Greif mich!

### Singles
- 2007: Immer (der Teufel scheißt)